# 橄欖型駆逐艦
橄欖型駆逐艦 (かんらんがたくちくかん) は、大日本帝国海軍の雑役船の船級。第一次世界大戦時に地中海での船団護衛のためにイギリスが貸与、日本人乗員が運用した。大戦終結後イギリスに返還された。
本来の艦級であるH級駆逐艦の同型艦は20隻。うち2隻が日本に貸与された。

## 貸与
第一次世界大戦において同盟国イギリスの船団護衛のため日本からも駆逐艦12隻等が派遣されたが、イギリスから貸与されたH級駆逐艦2隻も参加した。正式に日本海軍籍に入った訳ではないが日本人の乗員が運用、艦長も日本人で軍艦旗を掲げて任務に当たった。一説には、大量発生したゴキブリを駆除できず持て余していた両艦を日本にあてがったともいう。

## 同型船
橄欖（かんらん）
英H級駆逐艦「ネメシス（HMS Nemesis）」。1910年8月9日進水。1917年（大正6年）10月12日第二特務艦隊司令官の指揮下で行動中の雑役船を橄欖と呼称した。11月19日所属を佐世保鎮守府に定められる。1919年（大正8年）1月17日任務を解かれプリマス港で返還され、1921年11月26日、解体のため売却された。「橄欖」とは東南アジア諸国で食用に栽培されるカンランという植物のことである。この「橄欖」という言葉はかつて日本において、地中海で著名な食用植物「オリーブ」の訳語として使用されていた。ただしオリーブとカンランは実の形状が似ているだけであり、本来分類上は関係がない。
栴檀（せんだん）
英H級駆逐艦「ミンストレル（HMS Minstrel）」。1911年2月2日進水。1917年9月20日第二特務艦隊司令官の指揮下で行動中の雑役船を「栴檀」と呼称した。11月19日所属を佐世保鎮守府に定められる。1919年1月17日任務を解かれプリマス港で返還され、1921年12月1日、解体のため売却された。

## 駆逐隊の変遷
橄欖型は2隻とも樺型駆逐艦からなる第二特務艦隊第十一駆逐隊に編入。大正7年4月1日に第十一駆逐隊は第二十三駆逐隊に改称され、以降転属することなく返却まで過ごした。十一駆については第十一駆逐隊の項を参照。